# Farman XV
Die französische Farman XV entstand 1912 als Aufklärungsflugzeug und war eine modernisierte Weiterentwicklung der Farman-Familie. Sie fand aber keine weite Verbreitung, da das französische Militär die kleineren und leichteren Farman XVI, XX und XXII bevorzugte. Lediglich in Russland erlangte das Muster eine gewisse Bedeutung, wo nach dem Import einiger Maschinen die Firma Dux 18 Stück in Lizenz baute. Hier erhielten die Maschinen auch eine Bewaffnung.

## Technische Daten
| Kenngröße             | Daten                                                                         |
| --------------------- | ----------------------------------------------------------------------------- |
| Besatzung             | 2                                                                             |
| Länge                 | 9,92 m                                                                        |
| Flügelspannweite      | 17,75 m oben 11,42 m unten                                                    |
| Flügelfläche          | 52,18 m²                                                                      |
| Leermasse             | 544 kg                                                                        |
| Startmasse            | 864 kg                                                                        |
| Flächenbelastung      | 16,50 kp/m²                                                                   |
| Leistungsbelastung    | 8,60 kg/PS                                                                    |
| Triebwerk             | ein luftgekühlter Umlaufmotor Gnome Monosoupape, 100 PS (74 kW) Startleistung |
| Höchstgeschwindigkeit | 96 km/h in Bodennähe                                                          |
| Bewaffnung            | 1 MG 7,62 mm                                                                  |